# Вретлинд, Арвид
Арвид Вретлинд (28 января 1919 в Авесте, Швеция — 26 августа 2002) — шведский врач и химик, профессор, всемирно известный ученый-фармаколог, создавший первые препараты для парентерального питания, является родоначальником европейской школы парентерального питания.

## Биография
Арвид Вретлинд родился в г. Авеста, Швеция в 1919 году. Он изучал медицину в Каролинском Институте в Стокгольме, где в 1949 году защитил диссертацию на тему «Эффект, который оказывают синтетические аминокислоты, важные для роста организма, на вес растущих крыс, и синтез данных аминокислот».
В 1949—1962 годах А. Вретлинд был доцентом на кафедре фармакологии в Каролинском Институте. Именно в этот период своей научной карьеры он занимался важными фундаментальными исследованиями по созданию безопасного парентерального питания.
В 1962 году (и по 1970 год) Арвид Вретлинд занимал пост ответственного за пищевые продукты и питание в Шведском Национальном Институте Общественного Здравоохранения.
В 1968 году Арвид Вретлинд начал читать лекции по питанию в Стокгольмском Университете и в Каролинском Институте, где он сначала был доцентом, а с 1975 по 1977 годы — профессором кафедры общего питания. В последующие годы он продолжил ранее очень успешные исследования в области парентерального питания.
В период с 1977 по 1979 годов А. Вретлинд являлся главой Vitrum Institute for Human Nutrition, а с 1979 по 1990 годы — директором Cutter-Vitrum Institute for Human Nutrition в Калифорнийском Университете в Беркли, США.
С 1968 года профессор А. Вретлинд являлся научным советником Шведского Национального Совета по здравоохранению и социальному развитию и членом Шведской Королевской Академии Инженерных Наук.

## Профессиональная и научная деятельность
Арвид Вретлинд обязан своим интересам к изучению парентерального питания Клэренсу Крафорду (Clarence Crafoord), известному в Стокгольме торакальному хирургу.
Во время своего визита в США в конце Второй Мировой Войны, К. Крафорд изучал военную хирургию. Он был впечатлен тем, что пациентам, которые не могли самостоятельно питаться, оказывали внутривенную питательную поддержку. Благодаря такому методу пациенты не только не голодали, но также избегали многих послеоперационных осложнений, которые могли угрожать их жизни. Однако, внутривенные растворы на тот момент были неидеальны. В частности, жировая эмульсия «Липомал» (Lipomul) имела серьёзные побочные эффекты, поэтому была довольно быстро изъята из продажи. Крафорд понимал всю важность создания безопасного раствора для парентерального питания. Тогда он решил связаться с профессором Эриком Йорпесом (Erik Jorpes) с кафедры медицинской хирургии Каролинского Института, который и предложил младшему научному сотруднику А. Вретлинду начать работу по созданию раствора аминокислот, а уже позже и жиров, которые будут пригодны для внутривенного введения.
В 1944 году Арвид Вретлинд создал раствор аминокислот, представляющий собой ферментативный гидролизат казеина, диализированный из негидролизованных пептидов. Так был создан Аминосол (Aminosol) — раствор, который очень успешно применялся до середины 1980-х годов.
В 1954 году А. Вретлинд начал работать над созданием жировой эмульсии, пригодной для внутривенного введения человеку. После нескольких лет исследований Вретлинду удалось создать жировую эмульсию Интралипид (Intralipid), которая была представлена для клинического применения в 1962 году. Вот уже 50 лет Интралипид продолжает оставаться «золотым стандартом» — самой применяемой жировой эмульсией в мире, которую получают миллионы пациентов. Интралипид изготавливается из масла соевых бобов, эмульгированных с помощью фосфолипидов из обычного яйца, что позволяет стабилизировать раствор. Вретлинд заявил, что своим успехом Интралипид обязан тому факту, что собака оказалась идеальным подопытным животным, чувствительным к внутривенному введению эмульсий. Благодаря Арвиду Вретлинду, Швеция была мировым лидером в вопросах внутривенного питания вплоть до конца XX века. Он также разработал и другие питательные растворы, содержащие витамины и минералы. Именно поэтому Арвида Вретлинда считают отцом парентерального питания.
На симпозиуме в 1962 году профессор А. Вретлинд совместно со своим коллегой и хирургом Оскаром Шубертом (Oscar Schuberth) представили первую программу полного внутривенного питания, которая получила название Скандинавской модели.
Исторически были предложены две концепции парентерального питания: американская (1966) и европейская (1962). Согласно первой из них в центральные вены должны вводиться высококонцентрированные растворы глюкозы (40-70 %) и источники синтеза белка. Использование этой концепции в США и Канаде в 1960—1970-е годы часто приводило к метаболическим, респираторным и даже септическим осложнениям (гипергликемия, дыхательная недостаточность, стеатоз печени, осмотический диурез, гипофосфатемия, задержка воды, дефицит незаменимых жирных кислот, катетерный сепсис). В настоящее время во всем мире является общепризнанной европейская модель, разработанная Арвидом Вретлиндом. Согласно этой концепции, количество энергетических калорий, вводимых за счет глюкозы, может быть уменьшено за счет энергетических калорий жировой эмульсии. Кроме того, жиры являются важным источником незаменимых жирных кислот и жирорастворимых витаминов. Поэтому проведение сегодня парентерального питания только с помощью аминокислотных растворов и глюкозы можно отнести к частичному (неполному) парентеральному питанию.
Арвид Вретлинд также занимал центральное место в просвещении шведов в вопросах питания. Вместе с профессором Гуннаром Бликсом (Gunnar Blix) из Университета Уппсалы (University of Uppsala) и Шведским Фондом Питания (Swedish Nutrition Foundation), он принимал участие в дискуссии на тему режима питания и формирования пищевых привычек в Швеции после Второй Мировой Войны, и их влияния на здоровье нации.
Классическая работа Арвида Вретлинда «Пищевые привычки шведов» (The Swidish food habits), представленная вместе с Бликсом, стала основой для первых диетических рекомендаций в Швеции. Профессор А. Вретлинд взял на себя инициативу по разработке рекомендаций в области питания для северных стран.
Старания Арвида Вретлинда по созданию современной законодательной базы в отношении продуктов питания нашли отражение в продовольственном законе от 1972 года и в создании Шведского Национального Продовольственного Управления. Он также был президентом негосударственной организации, которая занималась просвещением школьников в вопросах питания.